# Raymond Vacheron
Raymond Vacheron est une personnalité politique française et un militant syndical. Il consacre depuis 2010 son activité à écrire l'histoire sociale du département de la Haute-Loire. Il a déjà publié l'histoire de la dentelle, des Tanneries, du papier, des usines-couvents et de mai 68 dans le département.

## Biographie
Militant dans le textile, il fit de l'Union départementale CFDT la première organisation syndicale de Haute-Loire. En désaccord, tout comme l'Union régionale d'Auvergne, avec l'approbation de la loi Fillon sur les retraites par la confédération, il convoqua un congrès de dissolution de l'UD, puis ces militants rejoignirent la CGT. Il raconte son parcours syndical dans le livre de Paule Masson "Syndicalistes de la CFDT à la CGT" paru chez Syllepse en 2008.
D'abord militant à la LCR jusqu'en 1994 avec Gérard Filoche, Vacheron adhère avec ses amis au Parti Socialiste en 1995, dans la tendance Gauche socialiste. Après la victoire du PS à l'élection municipale de 2001 au Puy, il devient membre de l'exécutif de la communauté d'agglomération. En juin-juillet 2004, il est le candidat du PS à l'élection législative partielle convoquée pour remplacer Jacques Barrot; il affronte le jeune UMP Laurent Wauquiez, mais n'obtient que 25,48 % des suffrages et 38 % au second tour.
En 2005, il est un des 500 signataires de l'Appel des 500 pour le non au referendum du 29 mai.
Il est coauteur avec Pierre Broué de Meurtres au maquis, ouvrage sur la Résistance trotskiste en France durant l'Occupation. C'est également un fin connaisseur de Jules Vallès.
Voir : Trotskistes français durant la seconde guerre mondiale.
Avec son complice ex-CFDT René de Froment, il a cosigné Reconstruire, rassembler : syndicalismes aujourd'hui, Paris, Syllepse, 2004 (collection: Le présent avenir).
En avril 2018, il quitte le PS.